# ماتياس سفينسون
ماتياس سفينسون (بالسويدية: Mattias Svensson)‏ هو كاتب سويدي، ولد في 5 أكتوبر 1972.